# Hinnerk Köhn

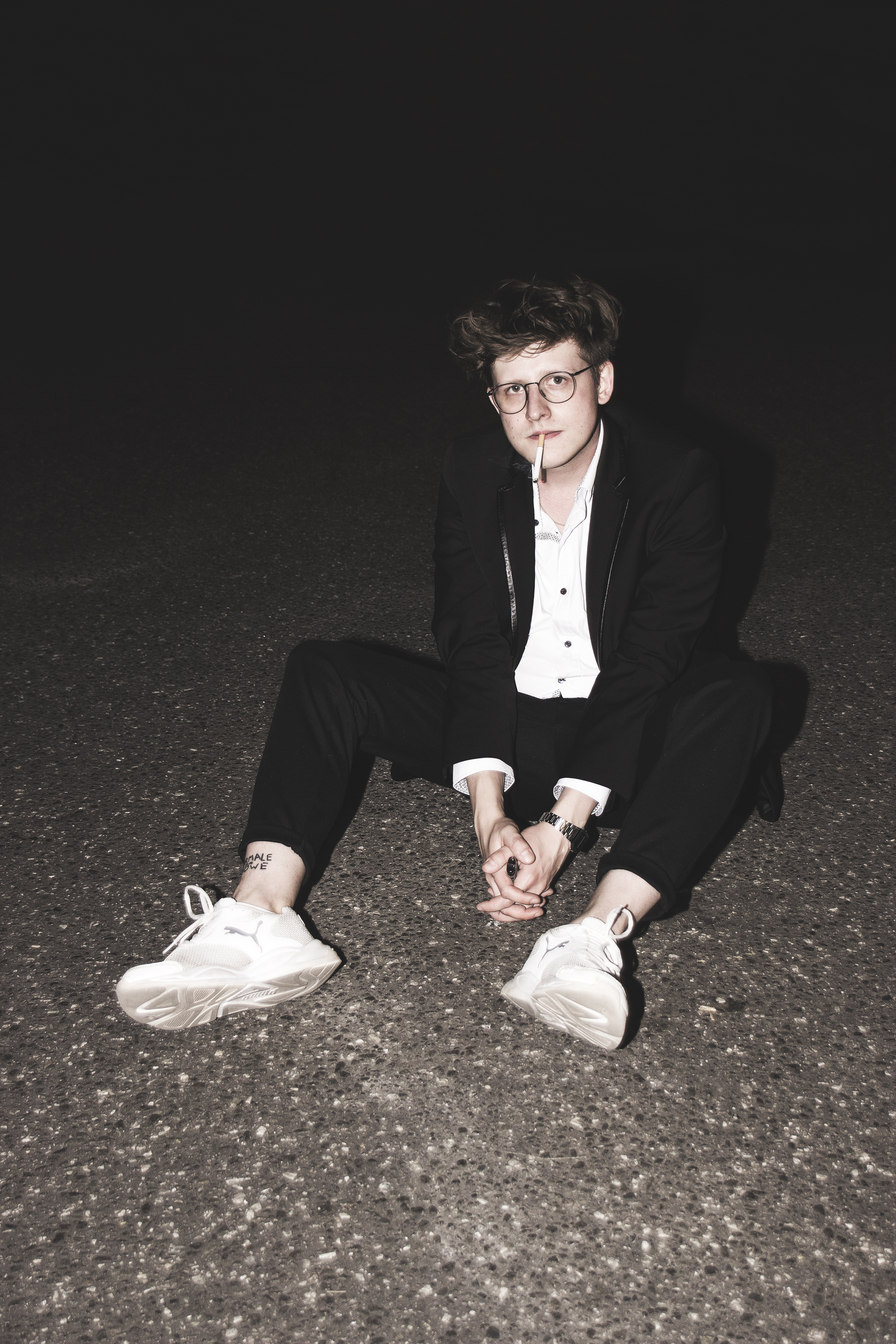
Hinnerk Köhn (2020)

Hinnerk Köhn (* 4. Dezember 1993 in Eckernförde) ist ein deutscher Stand-Up-Comedian, Moderator, Slam-Poet und Autor.

## Leben
Hinnerk Köhn, Sohn eines Autohändlers und einer Bibliotheksassistentin, ist in Eckernförde aufgewachsen und hat dort 2013 an der Jungmannschule sein Abitur mit dem Schwerpunkt Geschichte abgelegt. Er studierte Kulturwissenschaften und ästhetische Praxis mit Schwerpunkt Literatur und Nebenfach Theater an der Universität Hildesheim, beendete das Studium jedoch nicht.
Im selben Jahr konnte er bei den deutschsprachigen U20 Poetry-Slam-Meisterschaften in Kiel den zweiten Platz erringen, im darauffolgenden Jahr in Berlin schaffte er den Finaleinzug. 2014 wurde er Kieler Stadtmeister im Poetry Slam. Seitdem ist er ein international gefragter Slam-Poet, absolvierte über 1000 Auftritte bei verschiedenen Poetry Slams und trat schon in Kooperation mit ARTE und dem Elysée-Vertrag in Frankreich auf.
Seine Kurzgeschichten beziehen sich oft auf seine Jugend und seine Heimat, er ist bekannt für einen sehr schwarzen Humor und seinen Sarkasmus. Häufig tritt er auch als Moderator in Erscheinung, so moderierte er 2015 den Deichbrand Poetry Slam vor über 7.000 Zuschauern zusammen mit Ko Bylanzky oder das regelmäßige Format Powerpoint Karaoke im Hamburger Club Molotow.
Seit 2015 ist er Mitglied der bekannten Lesebühne „Randale und Liebe“ in Hamburg zusammen mit David Friedrich, Bente Varlemann und Fabian Navarro.
Sein Poetry-Clip „Masha“, den er zusammen mit der Filmproduktion spotblind gedreht hat, konnte den Publikumspreis des IM.Kasten-Festivals in Lüneburg gewinnen.
Köhn arbeitete für verschiedene Eventagenturen im Poetry-Slam-Bereich, seit 2015 ist er fest beim Label Kampf der Künste als Booker und Redakteur angestellt. Seit 2017 moderiert er das Youtube-Format „Ham & Slam“, eine Talkshow, bei der Köhn und ein weiterer Gast aus der Poetry-Slam-Szene zusammen frühstücken. Bisherige Gäste waren beispielsweise Jasper Diedrichsen, Andy Strauß, Felix Lobrecht, Jan Philipp Zymny und Till Reiners.
Gemeinsam mit DJ Max Scharff betreibt er den Podcast Normale Möwe.
Köhn wohnt in Hamburg.

## Auszeichnungen
- 2013: Deutschsprachiger U20-Vizemeister im Poetry Slam[14]
- 2013: Kieler U20 Stadtmeister
- 2014: Kieler Stadtmeister[15]
- 2016: Publikumspreis des IM.Kasten-Kurzfilmfestivals[16]
- 2022: Bielefelder Kabarettpreis (2. Platz)
- 2022: St. Ingberter Pfanne (Preis der Jugendjury)
- 2022: Passauer Scharfrichterbeil (4. Platz)
- 2023: Rostocker Koggenzieher (Bronze)

## Werke
- Zusammen mit anderen: „S/ash #5: Sturz/Flug“, Düsseldorf[17]
- Zusammen mit anderen: „Tintenfrische #2“, Lektora Verlag Paderborn 2014, ISBN 978-3-95461-044-0
- Zusammen mit anderen: „Best of Poetry Slam #2“, Kampf der Künste/Slam Kultur gGmbH 2017, ISBN 978-3-00-056611-0
- Alleiniges Werk: „Mein Leben ist ein Kissen, in das man schreit“ Lektora Verlag Paderborn 2022, ISBN  978-3-95461-208-6